# 34a cerimònia dels Premis César
La 34a cerimònia dels Premis César — també coneguts com Nuit des César — que premiava les pel·lícules estrenades el 2008, va tenir lloc el 27 de febrer de 2009 al Théâtre du Châtelet.
Fou presidida per Charlotte Gainsbourg i Antoine de Caunes fou el mestre de cerimònies (ja havia estat entre 1996 i 1999). Aquesta edició també s'emet en directe i sense xifrar a Canal+. La cerimònia va ser seguit per 2.1 milions d'espectadors. Això correspon a l’11,4% de l'audiència.

## Presentadors i ponents
- Charlotte Gainsbourg, president de la cerimònia
- Antoine de Caunes, presentador de la cerimònia
- Tomer Sisley, presentació del César a la millor actriu secundària
- Cécile Cassel, presentació del César al millor actor revelació
- Laurent Stocker i Léa Drucker, presentació del César al millor muntatge
- Julie Depardieu, presentació del César al millor actor secundari
- Antoine de Caunes, homenatge a Claude Berri
- Monica Bellucci, presentació del César a la millor pel·lícula estrangera
- Tilda Swinton, presentacio del César a la millor adaptació
- Dany Boon, presentació del César a la millor primera pel·lícula[3]
- Amira Casar i Guillaume Gallienne,presentació del César al millor so i César al millor vestuari
- Florence Foresti, presentació del César al millor guió original
- Emma Thompson, presentació del César d'honor a Dustin Hoffman
- Anuncis falsos amb François Berléand, Valérie Lemercier, Carole Bouquet
- Mylène Jampanoï, presentació del César a la millor fotografia
- Aïssa Maïga, presentació del César a la millor música original
- Elie Semoun, imitació de Tootsie i presentació del César a la millor pel·lícula documental
- Homenatge als morts el 2008 (inclosos Guillaume Depardieu i Christian Fechner)
- Els joves actors de Entre les murs, presentació del César al millor decorat
- Julie Ferrier, presentació del César al millor curtmetratge
- Gaspard Ulliel, presentació del César a la millor actriu revelació
- Carole Bouquet, presentació del César al millor director
- Diane Kruger, presentació del César al millor actor
- Lambert Wilson, presentació del César a la millor actriu
- Sean Penn i Charlotte Gainsbourg, presentació del César a la millor pel·lícula

## Desenvolupament
La triomfadora de la nit va ser Séraphine de Martin Provost, que de 9 nominacions va obtenir set premis: millor pel·lícula, millor actriu, millor guió original, millor vestuari, millor decorat, millor fotografia i millor música. En canvi, Mesrine, amb 10 nominacions, només va obtenir tres premis: millor director, millor actor i millor so. Le Premier Jour du reste de ta vie de Rémi Bezançon va obtenir tres premis de sis nominacions: millor actor revelació, millor actriu revelació i millor muntatge.

## Guanyadors i nominats
Els guanyadors s'indiquen en negreta 
| Millor pel·lícula - Séraphine de Martin Provost, produït per Miléna Poylo, Gilles Sacuto - Entre les murs de Laurent Cantet, produït per Caroline Benjo, Carole Scotta - Il y a longtemps que je t'aime de Philippe Claudel, produït per Yves Marmion - Mesrine (L'Instinct de mort i L'Ennemi public n° 1) de Jean-François Richet, produït per Thomas Langmann - Paris de Cédric Klapisch, produït per Bruno Levy - Le Premier Jour du reste de ta vie de Rémi Bezançon, produït per Éric Altmayer, Nicolas Altmayer, Isabelle Grellat - Un conte de Noël d'Arnaud Desplechin, produït per Pascal Caucheteux | Millor director - Jean-François Richet per Mesrine (L'Instinct de mort iL'Ennemi public n° 1) - Rémi Bezançon per Le Premier Jour du reste de ta vie - Laurent Cantet per Entre les murs - Arnaud Desplechin per Un conte de Noël - Martin Provost per Séraphine |
| Millor actor - Vincent Cassel pel paper de Jacques Mesrine a Mesrine (L'Instinct de mort i L'Ennemi public n° 1) - François-Xavier Demaison pel paper de Coluche a Coluche : L'Histoire d'un mec - Guillaume Depardieu pel paper de Damien a Versailles - Albert Dupontel pel paper d'Antoine Méliot a Deux jours à tuer - Jacques Gamblin pel paper de Robert Duval a Le Premier Jour du reste de ta vie | Millor actriu - Yolande Moreau pel paper de Séraphine de Senlis a Séraphine - Catherine Frot pel paper de Prudence Beresford a Le Crime est notre affaire - Kristin Scott Thomas pel paper de Juliette Fontaine a Il y a longtemps que je t'aime - Tilda Swinton pel paper de Julia a Julia - Sylvie Testud pel paper de Françoise Sagan a Sagan |
| Millor actor secundari - Jean-Paul Roussillon pel paper d'Abel a Un conte de Noël - Benjamin Biolay pel paper du père de Stella a Stella - Claude Rich pel paper de Robert a Aide-toi, le ciel t'aidera - Pierre Vaneck pel paper du père d'Antoine a Deux jours à tuer - Roschdy Zem pel paper de Christophe Abadi a La Fille de Monaco | Millor actriu secundària - Elsa Zylberstein pel paper de Léa a Il y a longtemps que je t'aime - Jeanne Balibar pel paper de Peggy Roche a Sagan - Anne Consigny pel paper d'Elizabeth a Un conte de Noël - Édith Scob pel paper d'Hélène Berthier a L'hora d'estiu - Karin Viard pel paper de la boulangère a Paris |
| Millor actor revelació - Marc-André Grondin pel paper de Raphaël Duval a Le Premier Jour du reste de ta vie - Ralph Amoussou pel paper de Victor a Aide-toi, le ciel t'aidera - Laurent Capelluto pel paper de Simon a Un conte de Noël - Grégoire Leprince-Ringuet pel paper d'Otto a La Belle Personne - Pio Marmaï pel paper d'Albert Duval a Le Premier Jour du reste de ta vie | Millor actriu revelació - Déborah François pel paper de Fleur Duval a Le Premier Jour du reste de ta vie - Marilou Berry pel paper de Mélanie Lupin a Vilaine - Louise Bourgoin pel paper d'Audrey Varella a La Fille de Monaco - Anaïs Demoustier pel paper de Jeanne a Les Grandes Personnes - Léa Seydoux pel paper de Junie de Chartres a La Belle Personne |
| Millor pel·lícula estrangera - Vals Im Bashir d'Ari Folman • - Eldorado de Bouli Lanners • - Gomorra de Matteo Garrone • - Enmig de la Natura de Sean Penn • - Le Silence de Lorna de Jean-Pierre et Luc Dardenne • - Pous d'ambició de Paul Thomas Anderson • - Dos amants de James Gray • | Millor primera pel·lícula - Il y a longtemps que je t'aime de Philippe Claudel - Home de Ursula Meier - Mascarades de Lyes Salem - Pour elle de Fred Cavayé - Versailles de Pierre Schoeller |
| Millor guió original - Séraphine – Marc Abdelnour i Martin Provost - Le Premier Jour du reste de ta vie – Rémi Bezançon - Benvinguts al nord – Dany Boon, Franck Magnier i Alexandre Charlot - Il y a longtemps que je t'aime – Philippe Claudel - Un conte de Noël – Arnaud Desplechin i Emmanuel Bourdieu | Millor guió adaptat - Entre les murs – Laurent Cantet, François Bégaudeau i Robin Campillo (adaptat de la novel·la homònima de François Bégaudeau) - Deux jours à tuer – Eric Assous, François d'Épenoux i Jean Becker (adaptat de la novel·la homònima de François d'Épenoux) - Le crime est notre affaire – Clémence de Biéville, François Caviglioli i Nathalie Lafaurie (adaptat de la novel·la Le Train de 16 h 50 de Agatha Christie) - Mesrine (L'Instinct de mort i L'Ennemi public n° 1) – Abdel Raouf Dafri i Jean-François Richet (adaptat de la narració L'Instinct de mort de Jacques Mesrine) - La Belle Personne – Christophe Honoré i Gilles Taurand (adaptat de la novel·la La Princesse de Clèves de Madame de La Fayette) |
| Millor música - Séraphine – Michael Galasso - Il y a longtemps que je t'aime – Jean-Louis Aubert - Mesrine (L'Instinct de mort i L'Ennemi public n° 1) – Marco Beltrami i Marcus Trumpp - Le Premier Jour du reste de ta vie – Sinclair - Faubourg 36 – Reinhardt Wagner | Millor fotografia - Séraphine – Laurent Brunet - Mesrine (L'Instinct de mort i L'Ennemi public n° 1) – Robert Gantz - Un conte de Noël – Éric Gautier - Home – Agnès Godard - Faubourg 36 – Tom Stern |
| Millor decorat - Séraphine – Thierry François - Mesrine (L'Instinct de mort i L'Ennemi public n° 1) – Emile Ghigo - Home – Ivan Niclass - Faubourg 36 – Jean Rabasse - Les Enfants de Timpelbach – Olivier Raoux | Millor muntatge - Le Premier Jour du reste de ta vie – Sophie Reine - Un conte de Noël – Laurence Briaud - Entre les murs – Robin Campillo i Stéphanie Léger - Paris – Francine Sandberg - Mesrine (L'Instinct de mort i L'Ennemi public n° 1) – Hervé Schneid i Bill Pankow |
| Millor so - Mesrine (L'Instinct de mort i L'Ennemi public n° 1) – Jean Minondo, Gérard Hardy, Alexandre Widmer, Loïc Prian, François Groult i Hervé Buirette - Un conte de Noël – Jean-Pierre Laforce, Nicolas Cantin et Sylvain Malbrant - Entre les murs – Olivier Mauvezin, Agnès Ravez i Jean-Pierre Laforce - Faubourg 36 – Daniel Sobrino, Roman Dymny i Vincent Goujon - Séraphine – Philippe Vandendriessche, Emmanuel Croset i Ingrid Ralet | Millor vestuari - Séraphine – Madeline Fontaine - Les Femmes de l'ombre – Pierre-Jean Larroque - Mesrine (L'Instinct de mort i L'Ennemi public n° 1) – Virgine Montel - Sagan – Nathalie du Roscoät - Faubourg 36 – Carine Sarfati |
| Millor curtmetratge - Les Miettes de Pierre Pinaud - Les Paradis perdus de Hélier Cisterne - Skhizein de Jérémy Clapin - Taxi Wala de Lola Frederich - Une leçon particulière de Raphaël Chevènement | Millor documental - Les Plages d'Agnès d'Agnès Varda - Elle s'appelle Sabine de Sandrine Bonnaire - J'irai dormir à Hollywood d'Antoine de Maximy - Tabarly de Pierre Marcel - La Vie moderne de Raymond Depardon |
| César d'honor - Dustin Hoffman | |